# Hesperantha crocopsis
Hesperantha crocopsis är en irisväxtart som beskrevs av Olive Mary Hilliard och Brian Laurence Burtt. Hesperantha crocopsis ingår i släktet Hesperantha och familjen irisväxter. Inga underarter finns listade i Catalogue of Life.